# Nestor Studio
Nestor Studio – pierwsze w historii studio filmowe w Hollywood założone w 1911 roku przez firmę Centaur Co. z New Jersey.